# Kreuzdachbildstock (Wollbach, Nähe Rhönstraße)

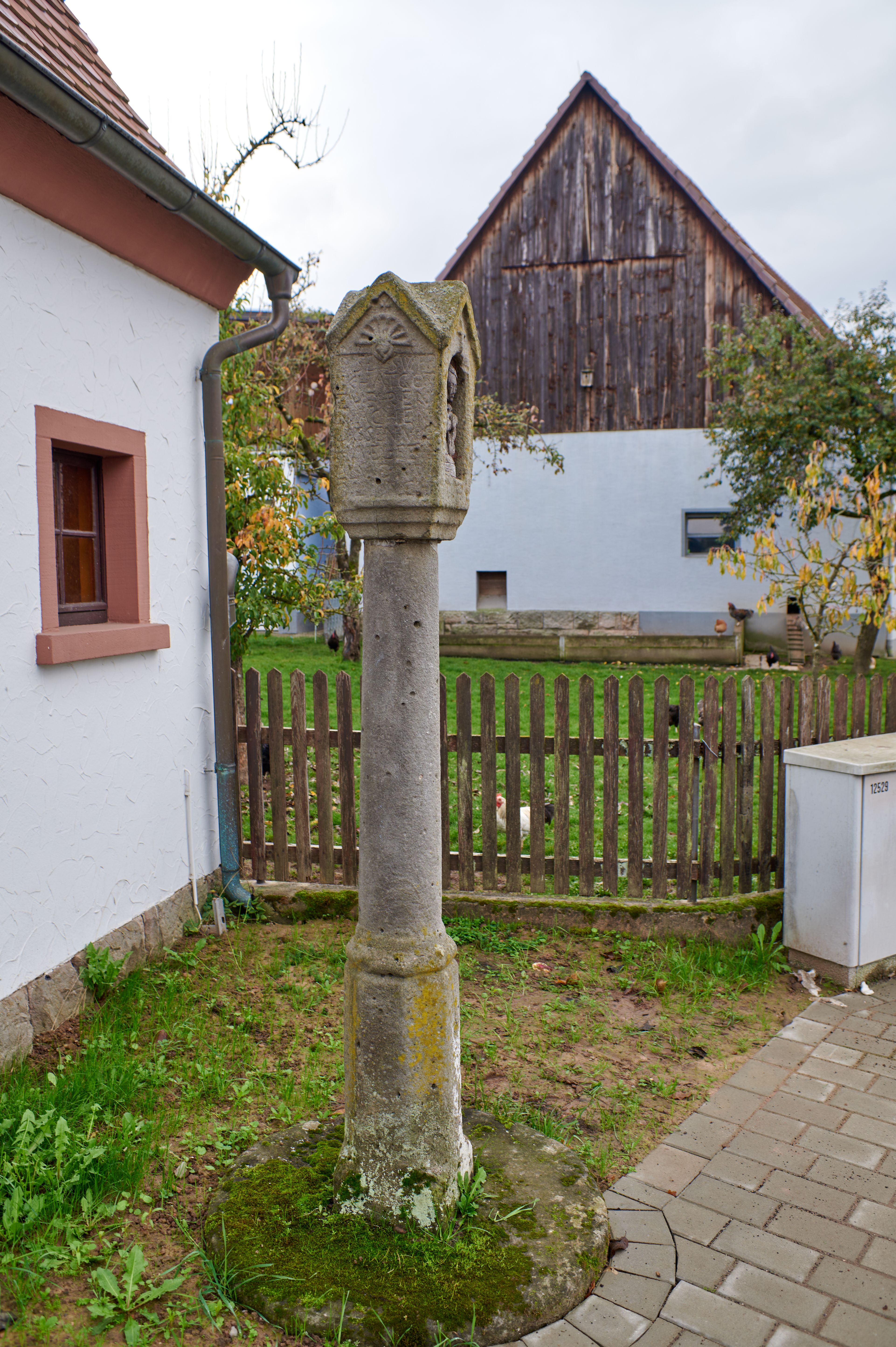
Kreuzdachbildstock in Wollbach, Nähe Rhönstraße, bei der Glöckle-Kapelle

Der Kreuzdachbildstock Nähe Rhönstraße ist ein Flurdenkmal in Wollbach, einem Gemeindeteil im Markt Burkardroth im unterfränkischen Landkreis Bad Kissingen. Er befindet sich in der Nähe der Rhönstraße bei der Glöckle-Kapelle.
Der Bildstock gehört zu den Baudenkmälern von Burkardroth und ist unter der Nummer D-6-72-117-122 in der Bayerischen Denkmalliste registriert.

## Beschreibung
Der 224 cm hohe Kreuzhausbildstock besteht aus grauem Sandstein und entstand im Jahr 1664.
Auf einem im Boden versunkenes Mühlradfundament mit einem Durchmesser von 96 cm befindet sich ein prismatischer Sockel mit konischem Schaft; darauf steht ein Kreuzdachhaus.
Der 65 cm hohe Sockel hat bis zu einer Höhe von 17 cm einen Querschnitt von 28,5 cm × 28,5 cm; darüber handelt es sich über eine Höhe von 48 cm um einen Achtkantsockel (Querschnitt: U = 11/11/11/11/11/11/11/11 cm).
Die Säule ist 102 cm hoch; Basiswulst: 4 cm, Basisring: 3 cm; der Durchmesser beträgt unten 18,5 cm und oben 16 cm. Der Kapitellring und die Kapitellwulst sind gekappt. Der Schaftsockel und das Bildhaus gehörten ursprünglich nicht zusammen.
Das Kreuzdachhaus ist 58 cm hoch und hat einen Querschnitt von 26 cm × 25,5 cm. Die Konsole ist aus zwei Kehlen auskragend.
a) In der Bildnische rechts befindet sich ein Holzrelief des hl. Wendelin von 1955

b) Rechts befindet sich ein Wappen (oben rechts und links ein griechisches Kreuz, unten links und rechts ein Vierspeichenradkreuz). Darüber befindet sich eine Maske als Mittelglied einer 8er-Palmette.

c) Links befindet sich folgende Inschrift:

„DIES

S WER

K HAT GOTT

ZV EHREN

MACHEN

LASSEN MI

-CHAEL FEH

LL VON W

OLLBACH“

,
darüber eine Maske in 8er-Palmette

d) Auf der Rückseite befeindet sich ein griechisches Kreuz im Giebel, darunter ein Kreuz im Oval. - 1664

In der Inschrift könnte „FEH/LL“ auch „FER/LL“ heißen.